# Óscar Fuentes
Óscar Fuentes Pantoja (Colchagua, 15 de febrero de 1895-?, Santiago) fue un militar chileno. Ejerció la Comandancia en Jefe del Ejército de Chile entre 1945 y 1946.

## Biografía
Nacido el 15 de febrero de 1895 en la antigua provincia de Colchagua. 

### Trayectoria militar
En 1909 era Cadete de la Escuela Militar y en 1911, ascendido a Capitán, se desempeña en el Grupo de Artillería N.º 3 General Aldunate y al año siguiente vuelve a su primera unidad, el Regimiento General Maturana.
Para 1913 se desempeñaba como Teniente 2.º de Ejército en el Arma de Artillería. En 1915 fue promovido a Teniente 1.º y en 1919 alcanzó el grado de Capitán.
Durante estos años sirvió en varios cuerpos de artillería. En 1925 entró a estudiar a la Academia de Guerra y en el año siguiente fue puesto a disposición del Ministerio del Interior para ser nombrado Edecán del Presidente de la República; en el mismo año 1926 era también ascendido a Mayor. En 1929 se le concedió la estrella de Plata por cumplir veinte años de servicios en la Institución. En 1929 pasó a servir en el Departamento del General de Guerra y en el año siguiente fue puesto a las órdenes del Jefe de la Misión Militar de Chile en Francia.
En 1931 estuvo al mando del Regimiento de Artillería N.º 4 Miraflores y al ascender a Coronel en 1934 fue nombrado Director de la Escuela de Artillería.
En 1937 participó en el Curso de Altos Estudios. En este mismo último año fue nombrado miembro del Consejo Superior de Fomento Equino (en estos años estuvo muy vinculado con las reparticiones del Ejército que se relacionaban con la Remonta).
En 1939 asciende a General de Brigada y realiza su curso de Altos Estudios Militares necesario como requisito legal, mientras se desempeña como Inspector de Artillería y, en este mismo año fue nombrado Presidente de la Federación de Tiro al Blanco de Chile (FTBCh).
En 1942 es nombrado Comandante en Jefe de la II División de Ejército y Comandante de la Guarnición Militar de Santiago, correspondiéndole mantener el orden público en las elecciones presidenciales del año 1942.
Se le designa jefe de la Misión Militar en Estados Unidos y adicto militar durante 1943 y hasta 1945. Al ascender a General de División en 1945 es nombrado director de Instrucción del Ejército y en diciembre se recibe de la comandancia en Jefe, que ejerce hasta noviembre de 1946. También integró el Consejo de la Caja de Retiro y Montepío de las Fuerzas de Defensa Nacional. En 1946 fue condecorado con la Medalla de Oro por cumplir treinta y cinco años de servicios en la Institución y a fines de este mismo año anuncia el retiro del Ejército.